# بخش گواور
بخش گواور یکی از بخش‌های تابعه شهرستان گیلانغرب در استان کرمانشاه در غرب ایران است. این بخش در ۸۵ کیلومتری غرب شهرستان کرمانشاه قرار دارد و فاصلهٔ آن از شهر گیلانغرب ۶۵ کیلومتر است. این منطقه دارای اقلیم سرد و مرطوب است و در گذشته و تا حدودی امروزه هم محل ییلاق سران و عشایر ایل بزرگ کلهر بوده است. (برای سرمست مرکز بخش، رکورد حداقل دمای ثبت شده در طول دوره آماری ۱۹٫۷- درجه سانتیگراد، رکورد حداکثر دمای ثبت شده در طول دوره آماری ۴۰٫۸+ درجه سانتیگراد) آب و هوای بخش در روستاهای کفراور معتدل ولی در مناطق مرتفع مثل شهر سرمست و دهستان مرکزی سرد می‌باشد. ارتفاع بعضی روستاهای آن مثل داربادام به حدود ۱۷۰۰ متر از سطح دریا می‌رسد، این درحالی است که ارتفاع روستای محمدی و کاظم خانی در دهستان کفراور از ۹۵۰ متر هم کمتر است و این اختلاف ارتفاع باعث تنوع آب و هوای در این بخش شده است. 

## جمعیت
بنابر سرشماری مرکز آمار ایران، جمعیت بخش گواور در سال ۱۳۹۵ برابر با ۱۶٬۳۳۳ نفر بوده است. مردم بخش گواور از ایل کلهر بوده و به زبان کردی کلهری تکلم می‌کنند.
این شهر در دامنه کوه قلاجه واقع گردیده و گردنه قلاجه دارای طبیعت زیبایی می‌باشد. با توجه به آب و هوای خوب منطقه و زمینهای کشاورزی حاصل‌خیز، در سطح استان کرمانشاه دارد، به عنوان یک استراحت‌گاه بین راهی عمل می‌نماید.
مهم‌ترین محصول کشاورزی منطقه گندم، جو، نخود، چغندر قند و … می‌باشد. وجود جنگل‌های وسیع و با ارزش بلوط ایرانی از ویژگی‌های بارز منطقه محسوب می‌شود دیگر گونه‌های گیاهی مهم منطقه عبارتند از: زبان گنجشک، بنه، کیکم، زالزالک، گلابی وحشی، بادام کوهی، شیرین‌بیان و انواع گندمیان. سنجاب ایرانی بز و پازن، پلنگ، گرگ، تشی، گربه جنگلی، خرگوش، کفتار، شغال، خرس قهوه‌ای، روباه معمولی، کبک و انواع عقاب، دلیجه، یله مار، گرزه مار و مار کوتوله پارسی از مهم‌ترین گونه‌های جانوری این منطقه به‌شمار می‌آیند.
تخلیه زباله‌های شهر سرمست در دامنه کوه قلاجه و در محیط باز، باعث آلودگی خاک و آبهای منطقه شده است. این وضعیت نه تنها سلامتی مردم به خطر انداخته، چهره بسیار زشتی به منطقه جنگلی قلاجه داده است. متأسفانه در سالهای اخیر دوست داران محیط زیست و مردم اعتراض زیادی به این وضع داشتند ولی هنوز مسولان بخش، شهردای سرمست و شوراها برای این مشکل راهکاری نداده‌اند.
افزایش مجوز چاه‌های آب و تغییرات اقلیمی باعث پایین رفتن سطح آبهای زیر زمینی و خشک شدن چشمه‌ها و رودخانه‌های منطقه شده است و پدیده فرونشست زمین برای اولین بار در تابستان سال ۱۳۹۸ در منطقه مشاهده شده است.
برداشت گسترده ریشه گیاه خودرو شیرین بیان که برای آن زمین تا عمق زیاد شخم می‌زنند باعث تخریب گسترده بافت خاکهای کشاورزی می‌شود. در سالهای اخیر مشاهده شده حتی بالای کوه‌ها را شبانه برای برداشت ریشه این گیاه شخم عمیق می‌زنند.
برداشت بیش از حد و سالیانه شیره سقز از درختان بنه (پسته وحشی) باعث عدم دانه دهی درخت بنه می‌شود و این گونه جنگلی در معرض انقراض قرار داده است.
آتش‌سوزی مراتع و جنگلها و قطع درختان برای توسعه زمینهای کشاورزی و تغذیه دام، از مشکلات زیست‌محیطی دیگر این منطقه می‌باشد

## معنی گواور در لغت‌نامه دهخدا
گواور. [گ ُ وِ] (اِخ) نام یکی از دهستانهای بخش گیلان و همچنین نام مرتعی است واقع در ۱۰۰۰۰ گزی خاور گیلان و کنار شوسهٔ شاه آباد به ایلام که بین سراب قنبر و بارکله واقع شده است. هوای آن ییلاقی و سردسیر است. تابستان خانوارهایی از گله داران ایل کلهر در این مرتع در سیاه چادر (سیه مال) و آلاچیق ساکن می‌شوند و به زراعت دیم می‌پردازند و بعد از شهریورماه و برداشت محصول و افشاندن تخم به گرمسیر حدود مرز ایران و عراق مراجعت می‌کنند و در نواحی مختلف به شغل گله چرانی مشغول می‌شوند. طول مرتع در حدود ۱۵۰۰۰ و عرض آن ۶۰۰۰ گز و ارتفاع متوسط آن از سطح دریا ۱۵۸۰ گز است، پس هوای تابستان آن معتدل است. اسامی چشمه سارهای مهم آن به شرح زیر است: چقارشیه، چرمی، کمره، چشمه غلامی، چشمه جادر، روتوند وسین، چشمه حاجگه شیرزادی، جعفری، حقی
```
بهرام بگ، صیادیان، کرکول وزه. آبش از رودخانهٔ محلی است. دهستان از یک ده و صدها مزرعه تشکیل شده. تابستان در حدود ۱۲۰۰ خانوار از ایل کلهر برای تعلیف احشام و زراعت دیم به آن می‌آیند و زمستان مراجعت می‌نمایند.
[
۴
]
```

## روستاها
- دهستان حیدریه:(کفرآور) که در اصل از کرف که یک نوع درخت بوته ای است گرفته شده است که در کنار رودخانه‌های این منطقه رویش زیادی داشته است و متأسفانه الان از بین رفته است.

محمدی سفلی،
قلی قلی،
کاظم خانی سفلی « «هاربر»»،
کاظم خانی علیا،
محمدی علیا،
سوخور رشید،
کل کش،
سوخور رشید سفلی،
بابا رستم،
بهرام وندی، قیطول،
سوخورعلی محمد،
سوخور کهزاد،
قیطول،
سوخورالهی،
سوخور نامدارعبدی،
سوخور حاجیمراد،
سوخور خوش‌اقبال،
سوخور شهباز شیری،
سوخور شهباز نجفی،
سوخور نامدار میرزاپور،
سوخور مروتی،
سوخور کرمی.
- دهستان گواور:

انجیردرمیان،
بره گینه قاسم خانی،
تولک،
چاله سیاه،
چشمه بطال،
چشمه خانی،
چشمه عیسی،
زرور،
پی کله،
شیخ جبرئیل،
میانرود،
باسکله بورویم،
باسکله چشمه سفید،
باسکله خانمیرزاد،
باسکله درانبار،
باسکله وسط،
بهرامبگ،
چشمه جادر،
قلعه رمن،
کرکول تعویضی « «کسان»»
لته چقا،
وارگه،
هفت چشمه جهانشاه،
چشمه حاجگه شیرزادی،
ژاومرگ خلیفه، « «علیاء»»
ژاومرگ محمدمراد،
ژاومرگ ناوخاص، « «سفلی»»
احمدکشته داربادام،
چشمه غلامی،
چشمه حاجگه، حقی،
چشمه سفیدروتوند،
داربادام،
کمره،
چشمه سفیدوسین،
بیگرضایی،
طایفه خیدان،
شیرزادی،
باقری،
علیرضاوندی،
صیدنازه،
صیدمحمدی،
درگه،
باپیرسفلی،
سراب قنبر،
سالگه،
گرماب محمدرضاوندی،
میرمنگان سفلی،
میرمنگان علیاء،

## نگارخانه

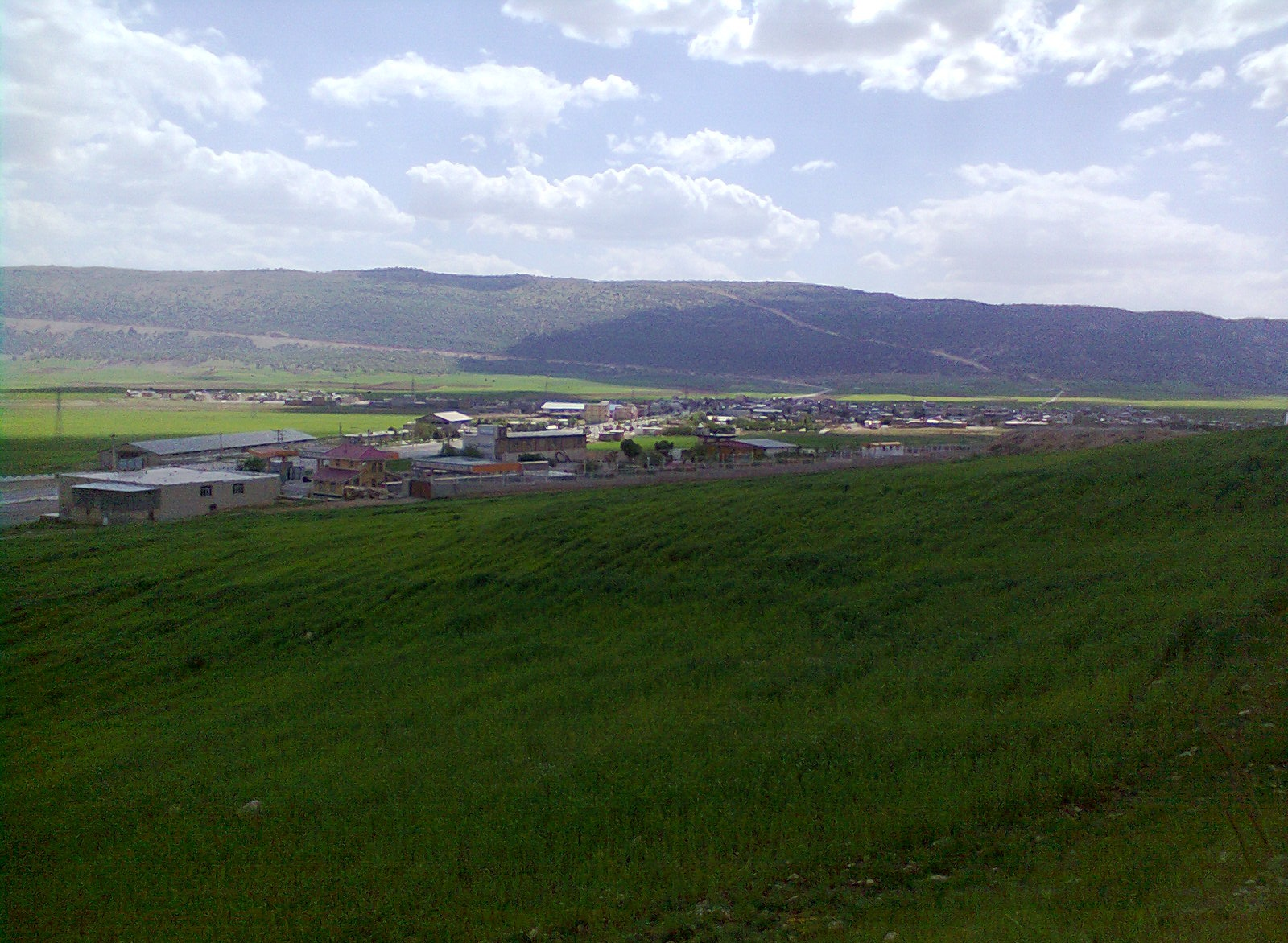
سرمست مرکز بخش گواور
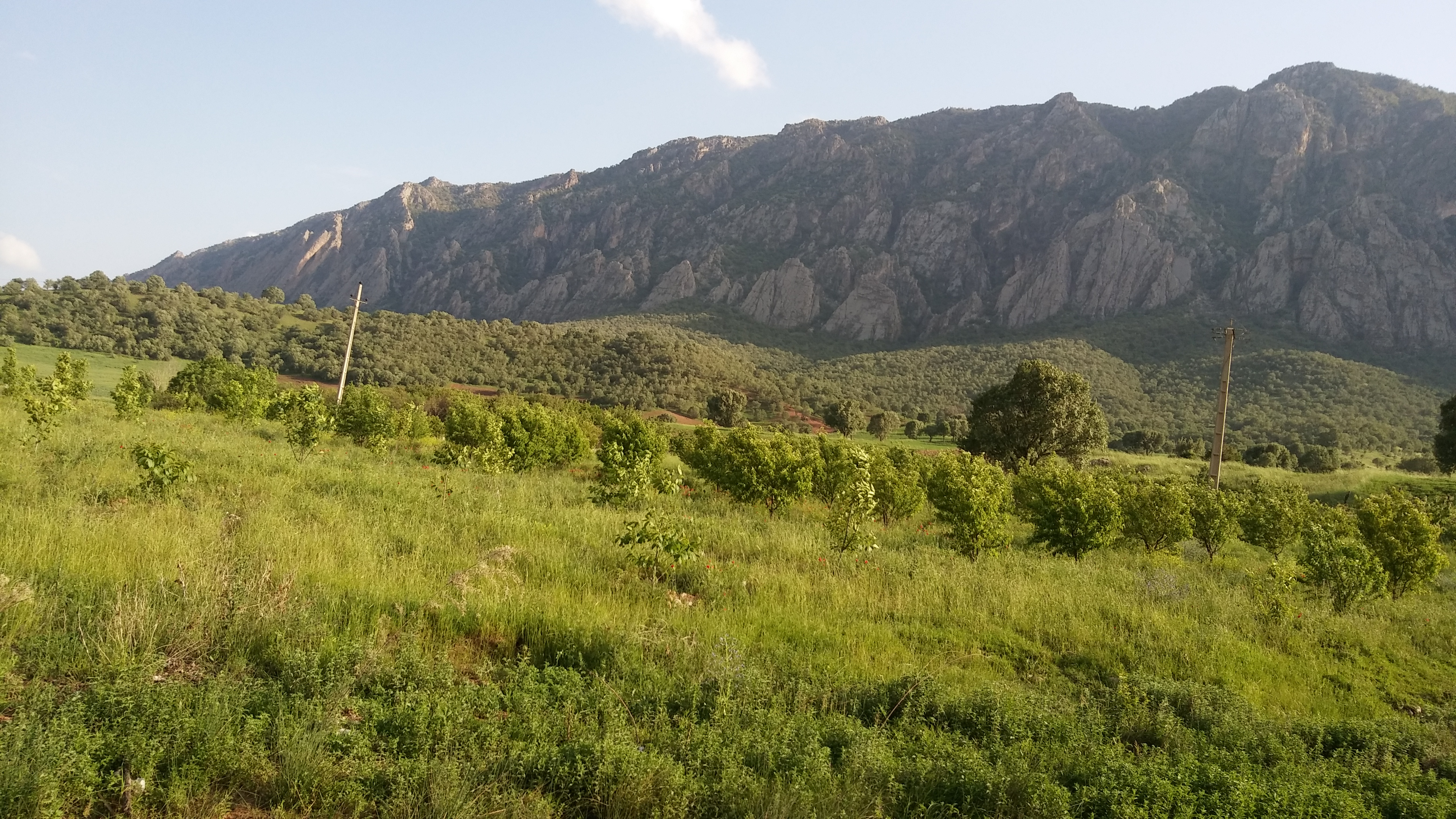
جنگل بلوط دامنه کوه کچل بخش گواور
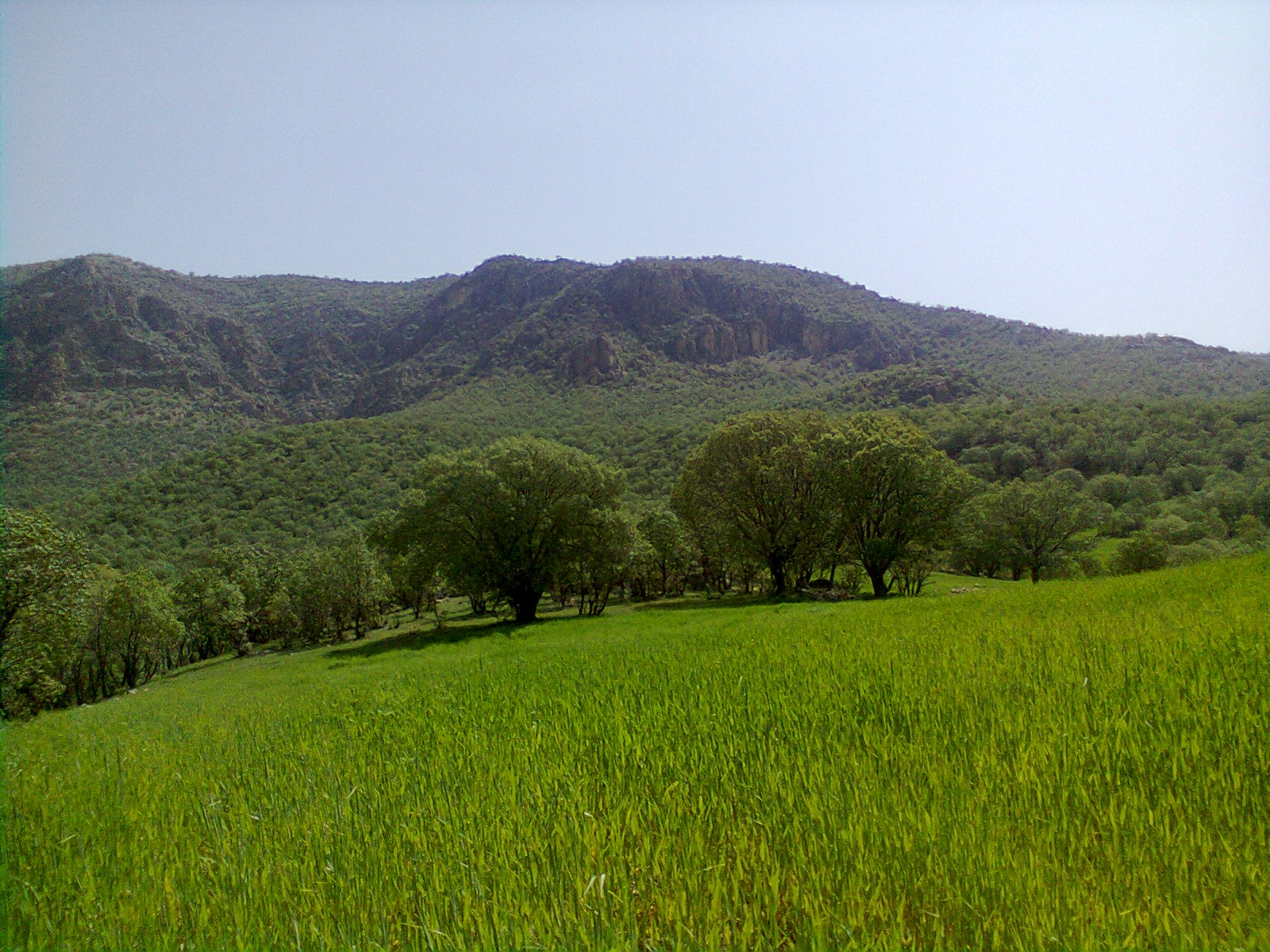
جنگلهای بلوط منطقه گواور
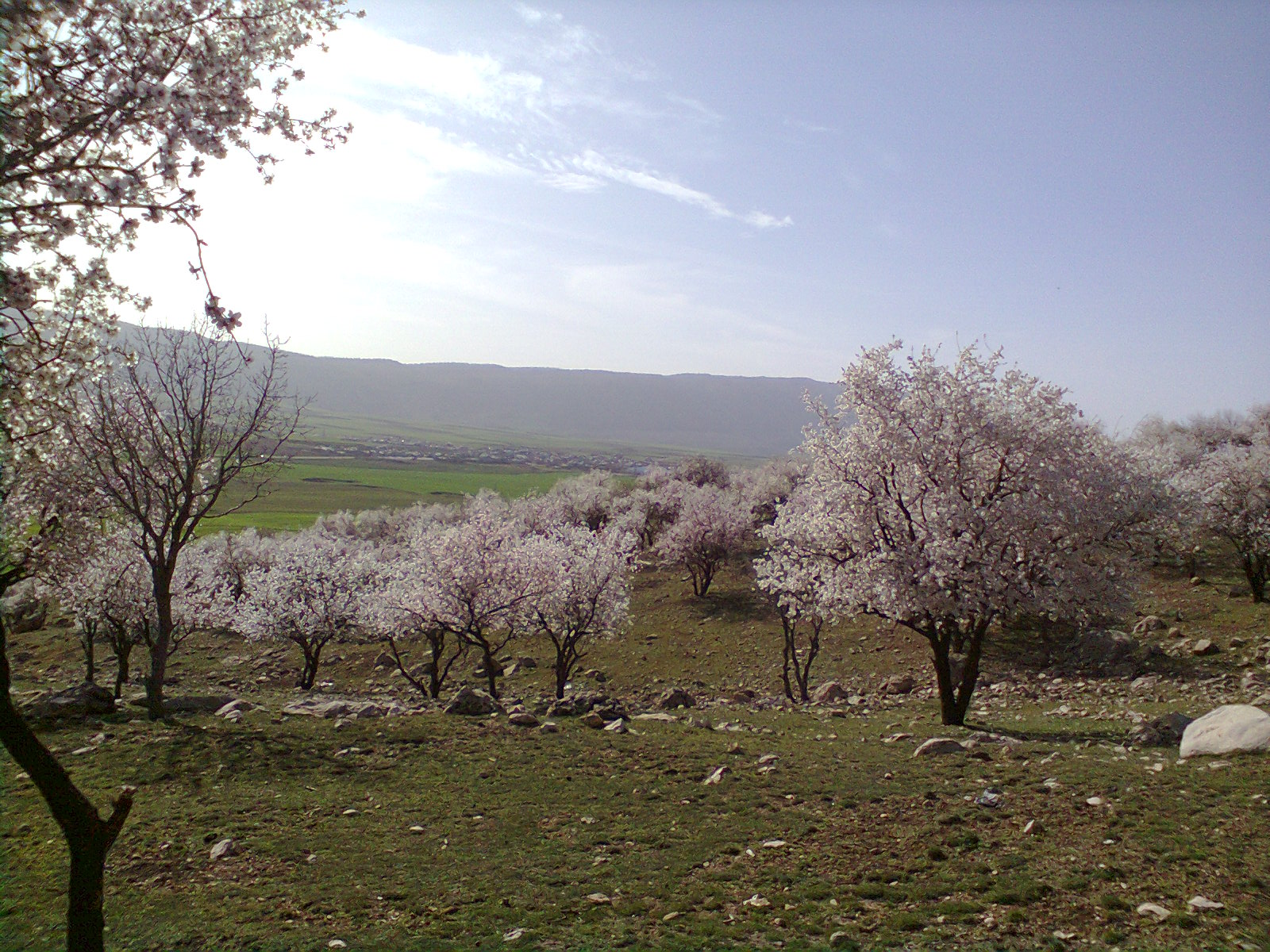
جنگلهای بادام در ارتفاعات بخش گواور
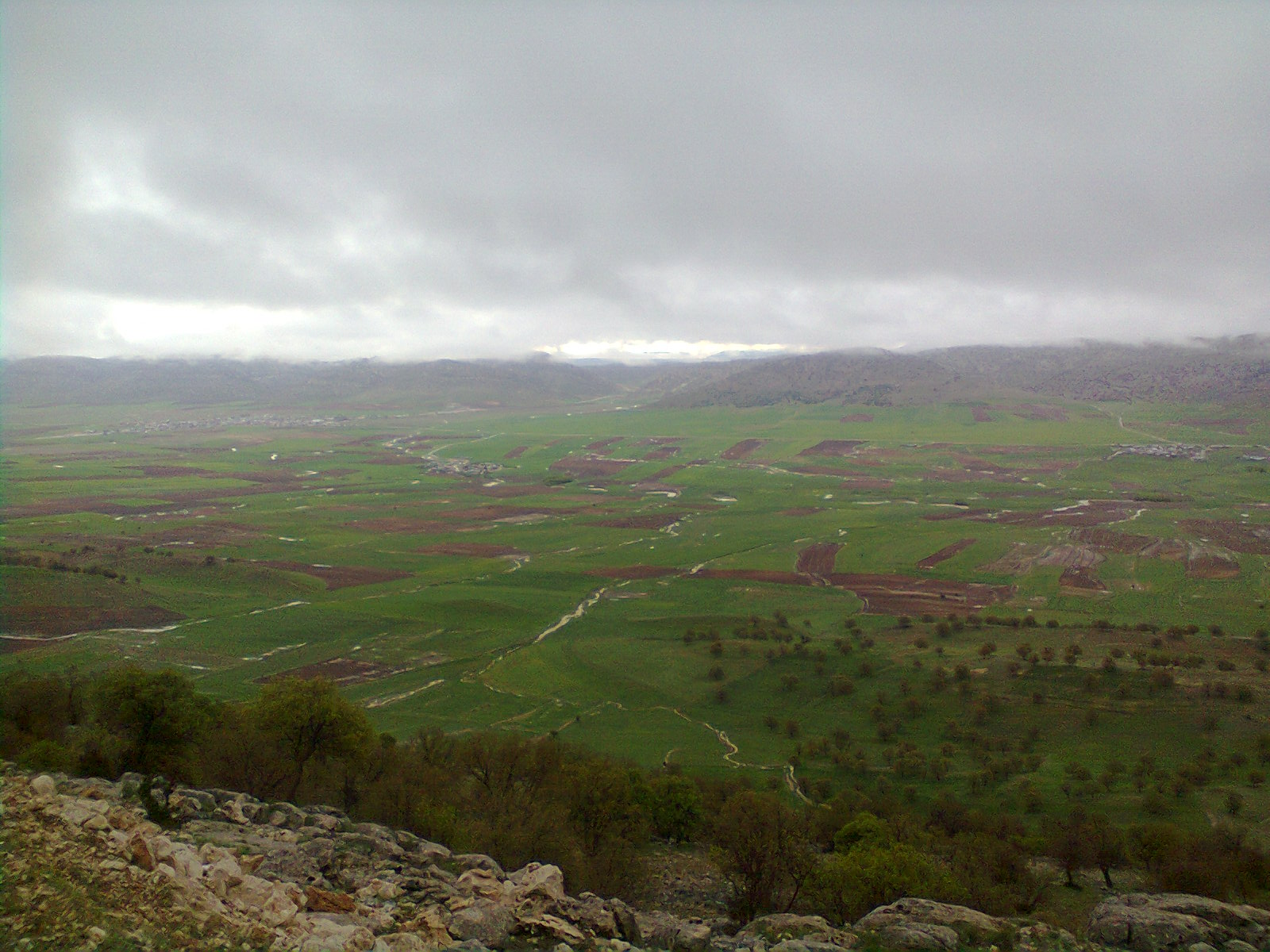
بعد از یک روز بارانی در فصل بهار
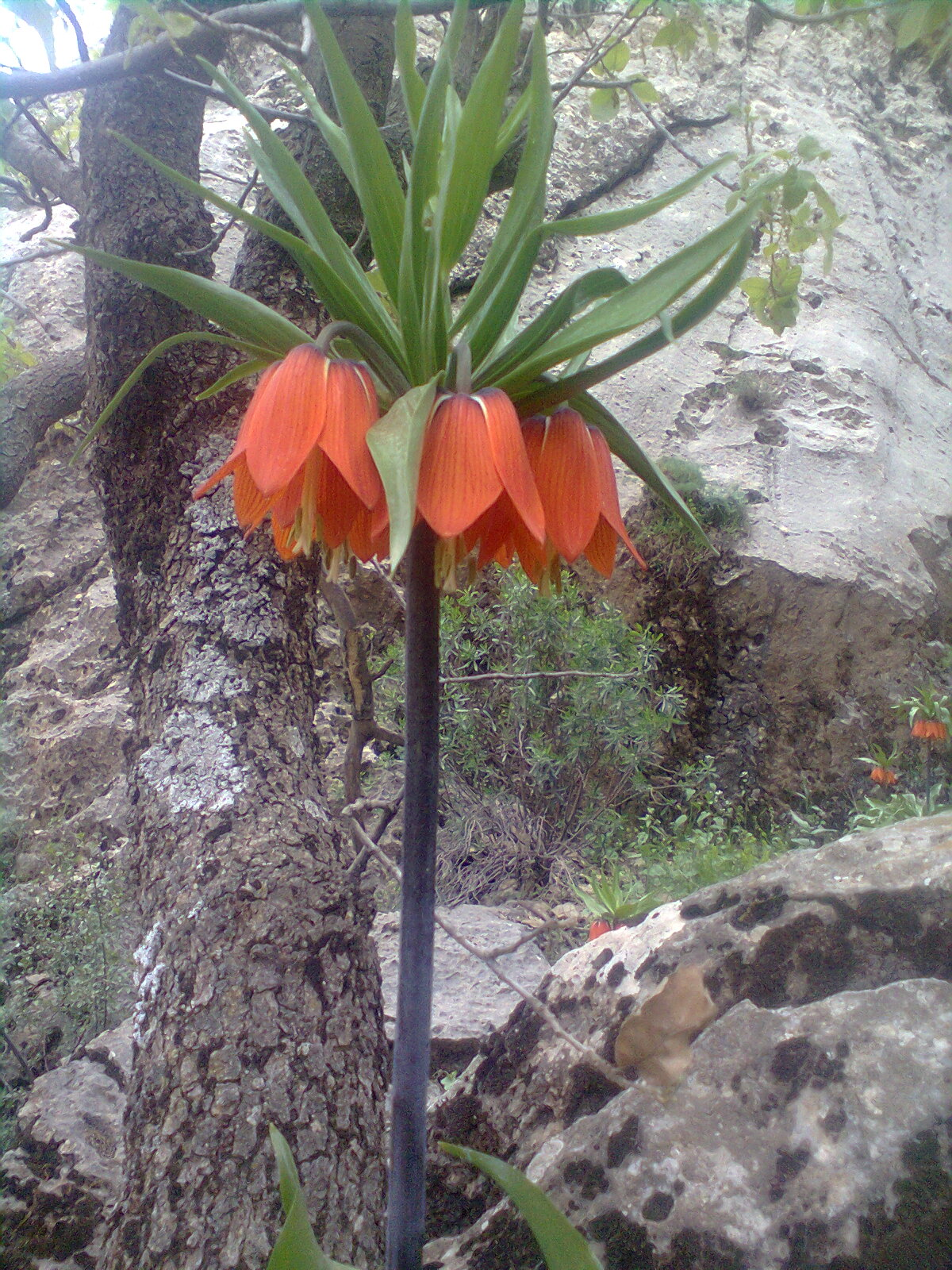
لاله‌های واژگون در ارتفاعات بخش گواور
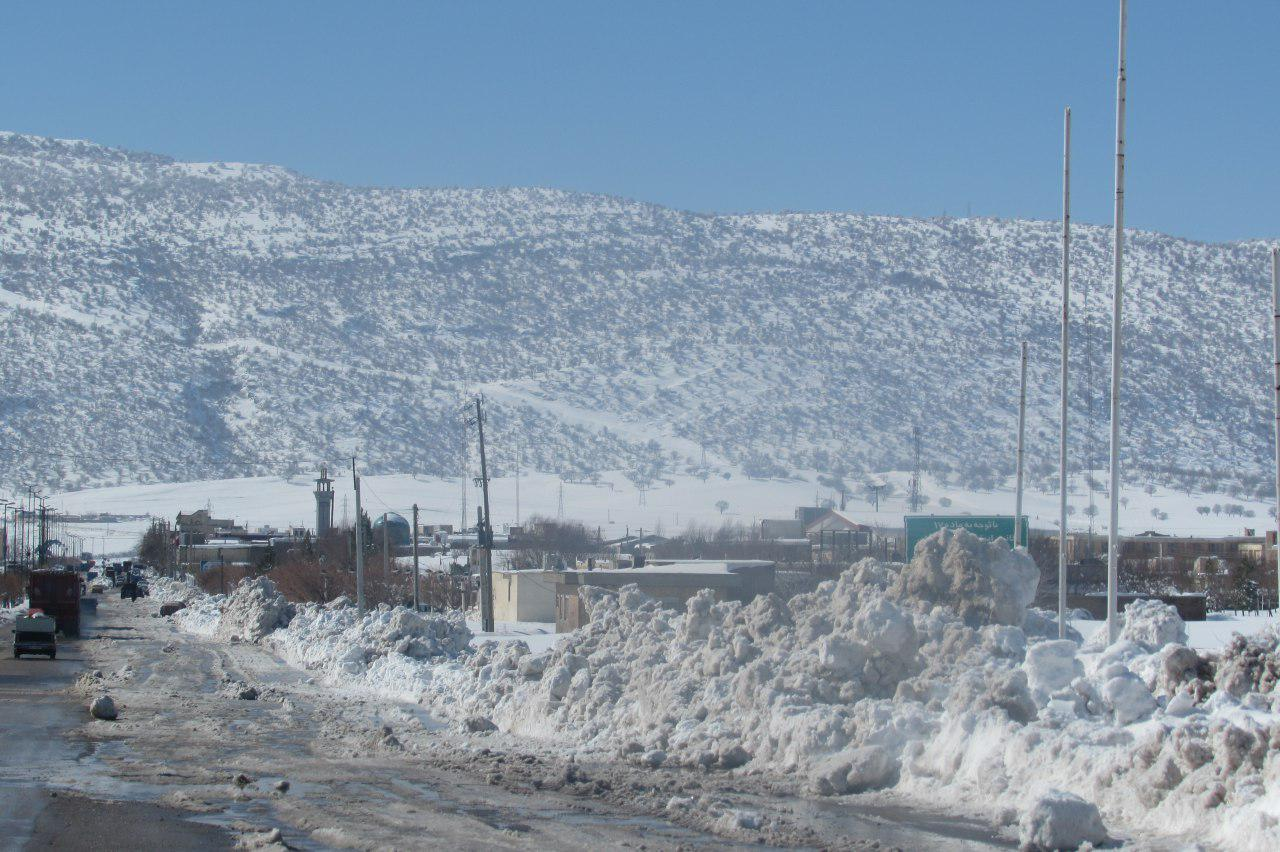
سرمست مرکز بخش گواور در زمستان
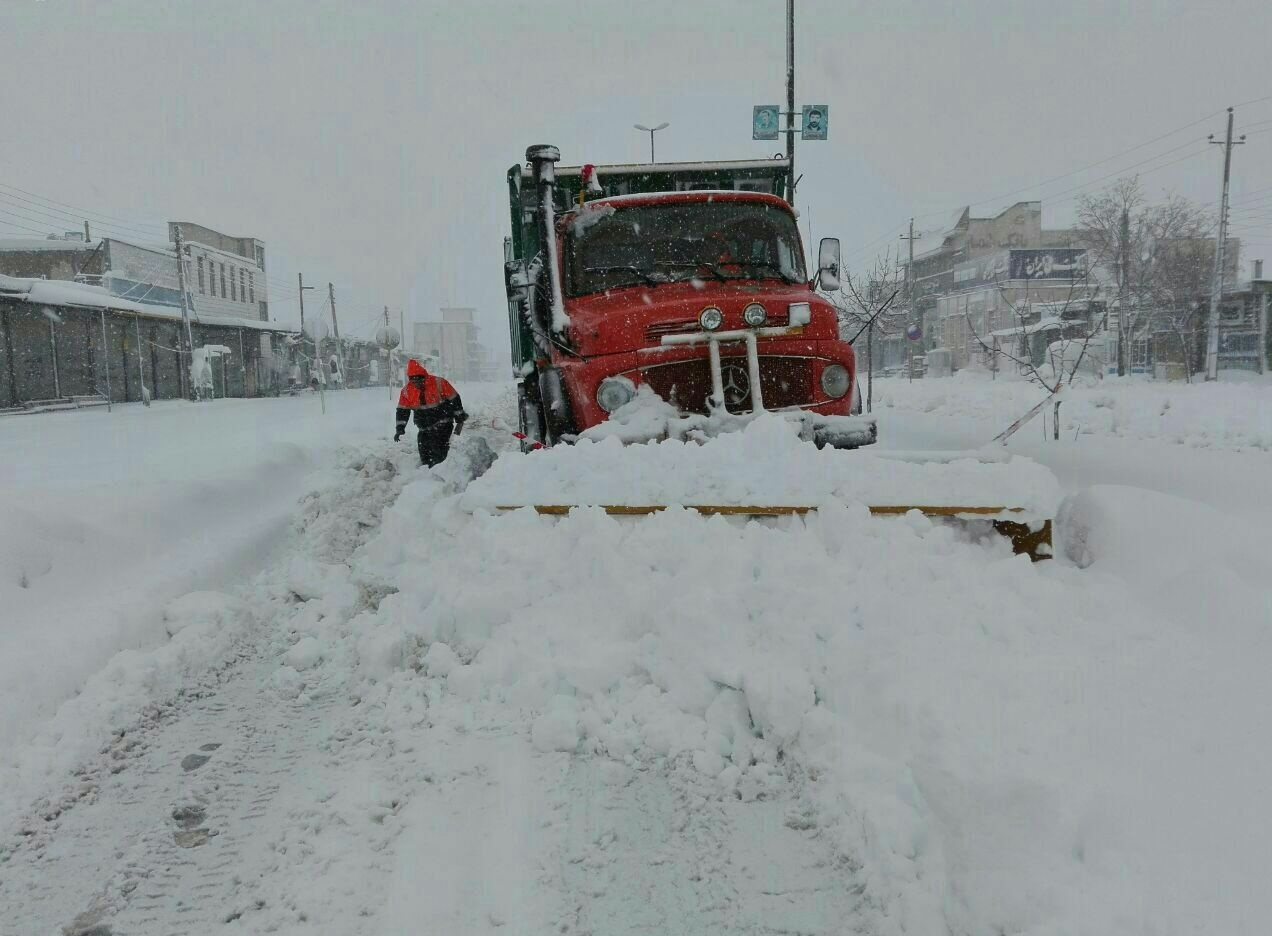
بارش برف در سرمست مرکز بخش گواور
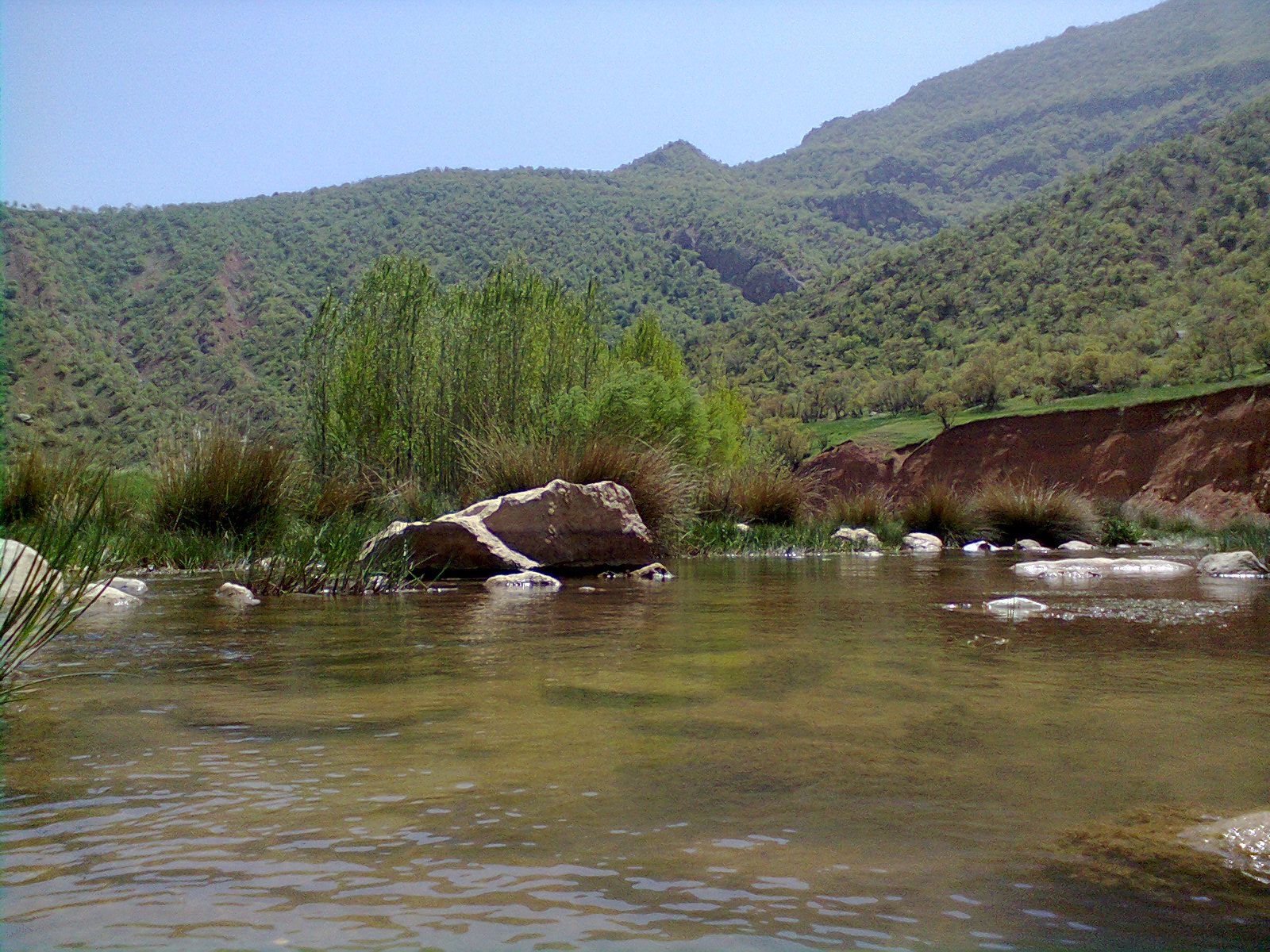
طبیعت منطقه چیکان منصوری- بخش گواور
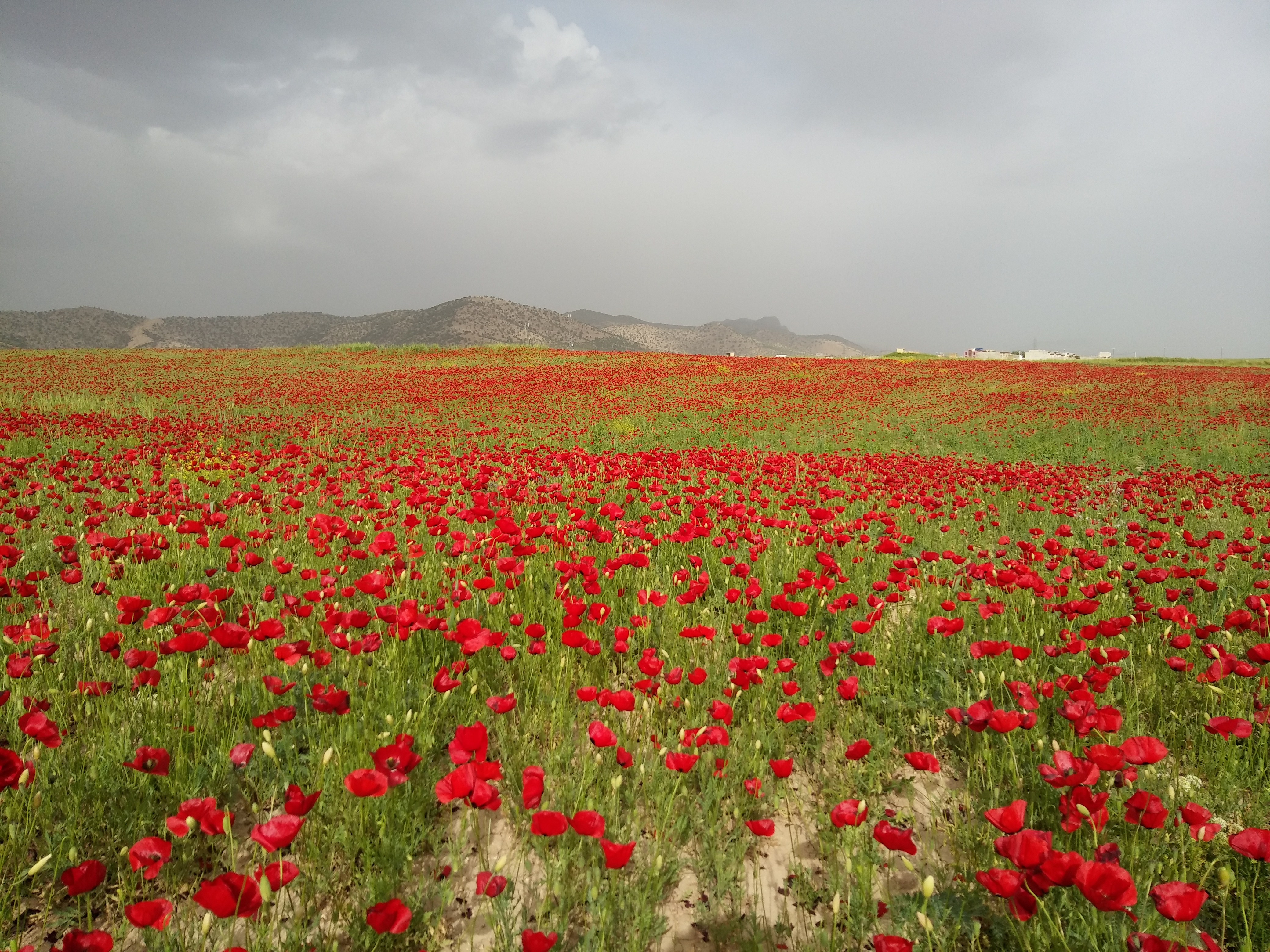
طبیعت سرمست - گواور
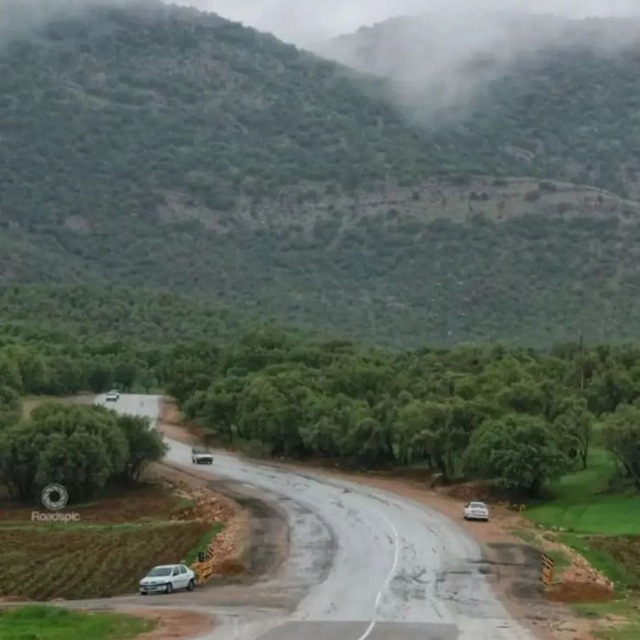
داربادام - بخش گواور
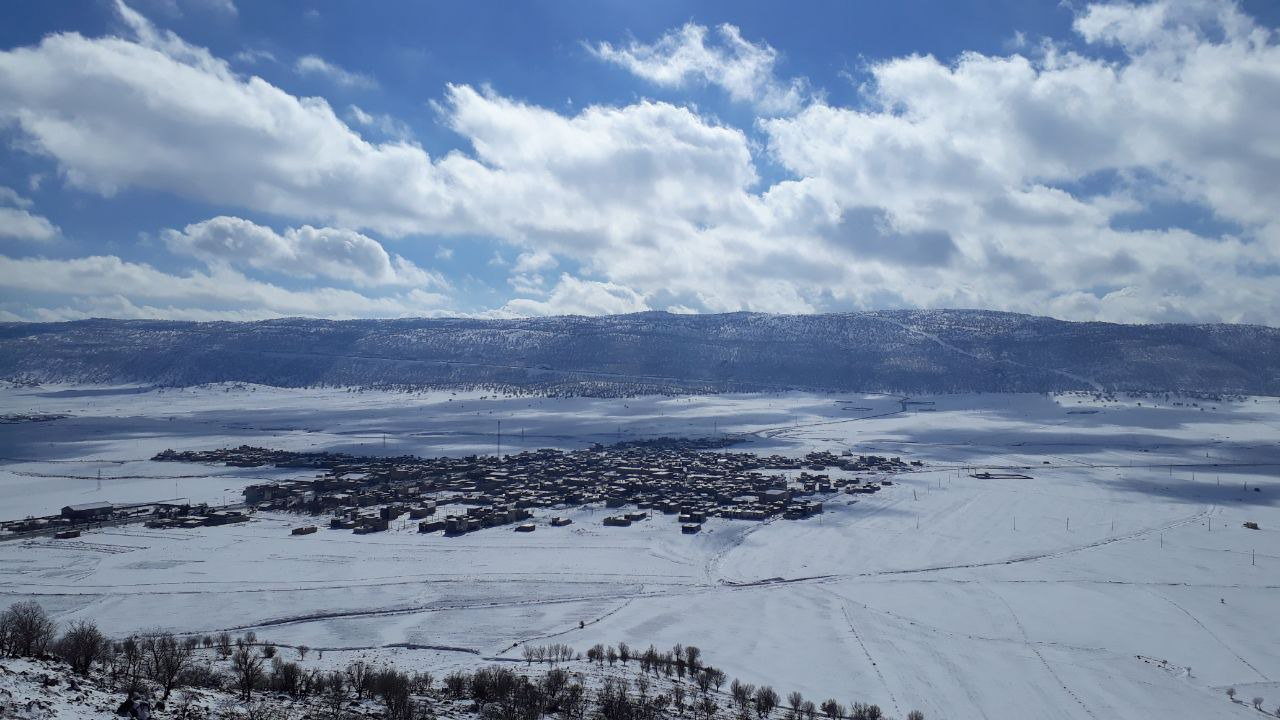
شهر سرمست و رشته کوه قلاجه از نمای ارتفاعات شرقی این شهر
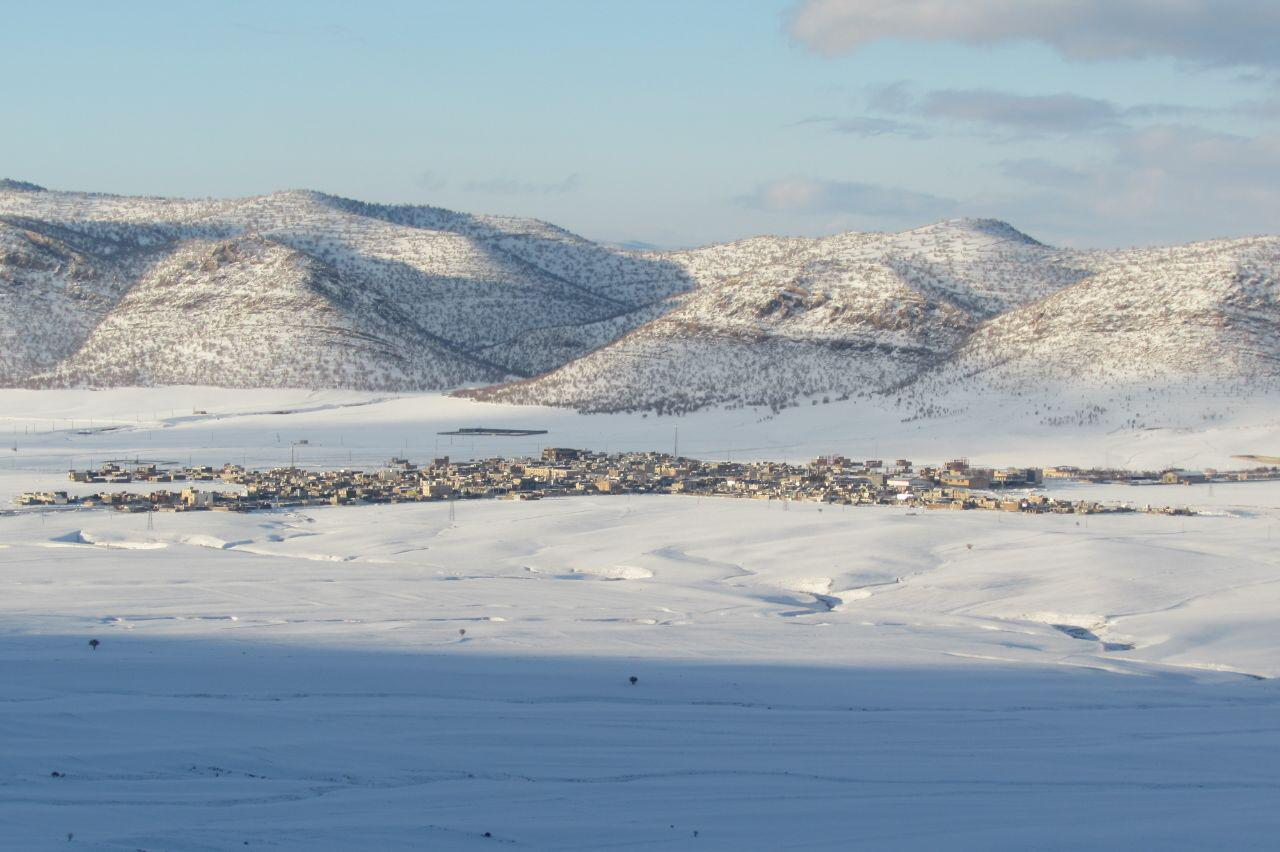
زمستان برفی سرمست از نمای غربی بالای کوه قلاجه
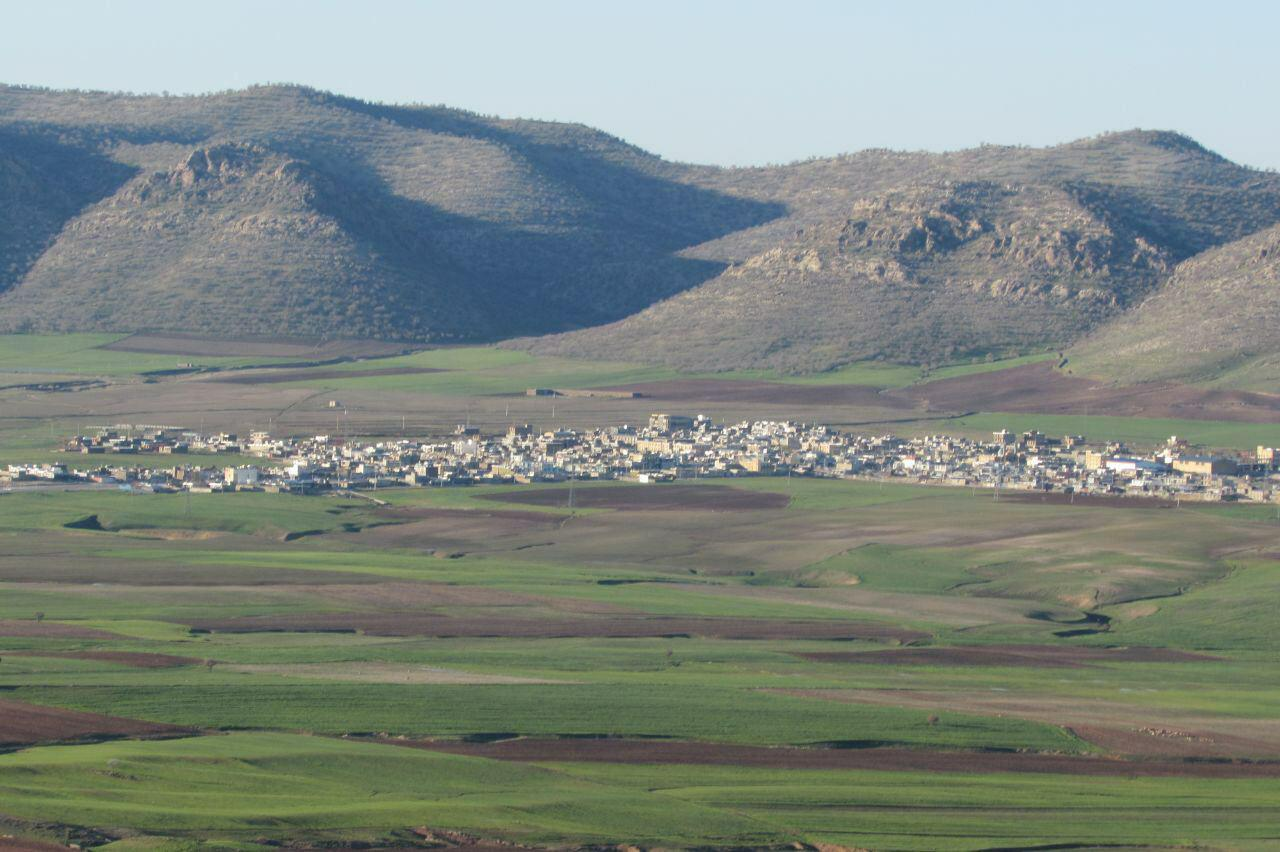
منظره سرمست از بالای کوه قلاجه
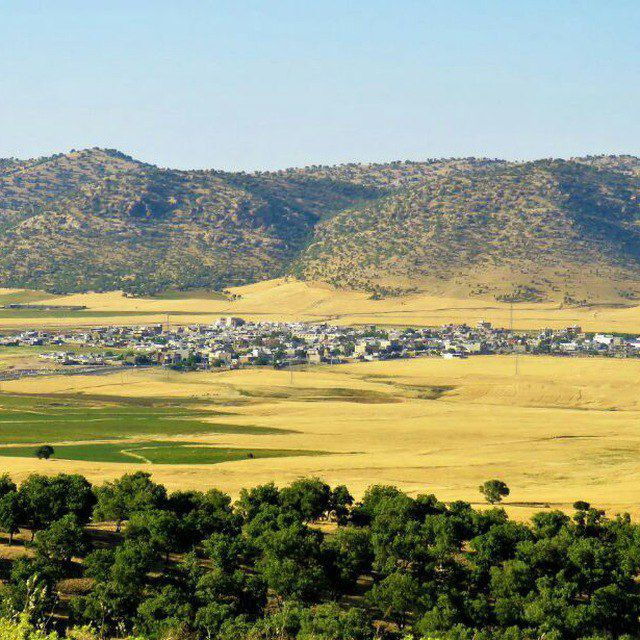
اوایل تابستان
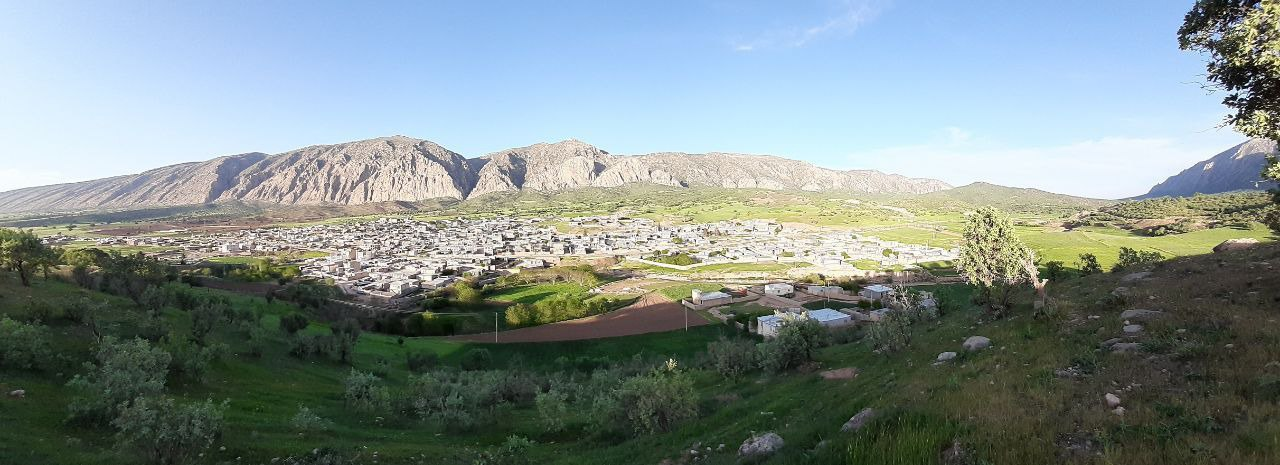
روستای زیبای کلکش - بخش گواور
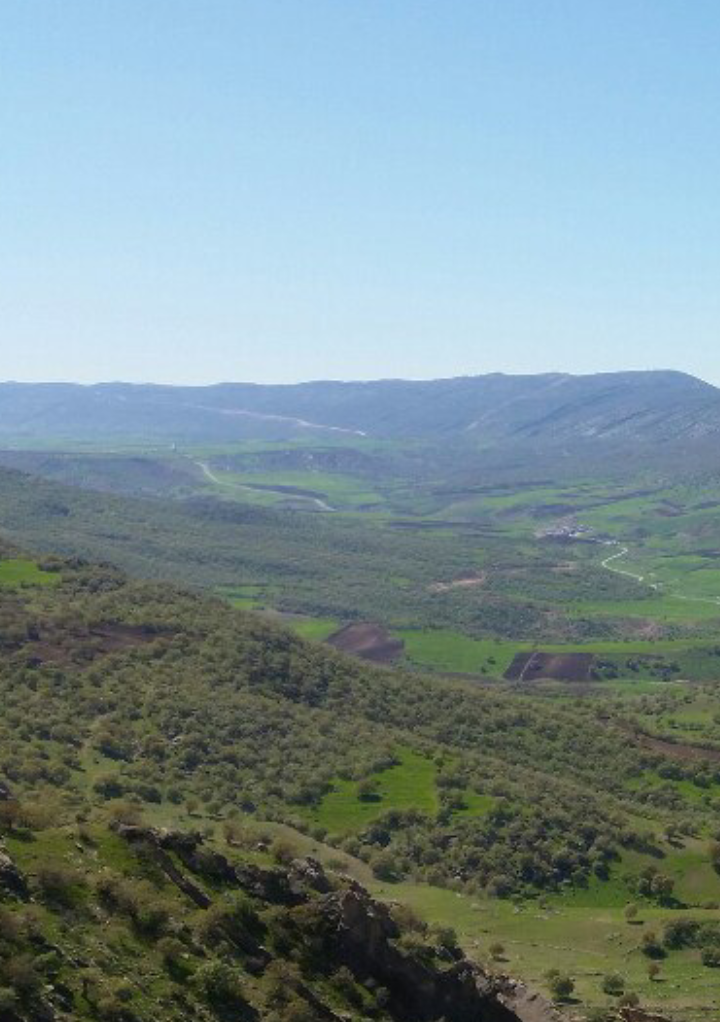
روستای سراب قنبر  و دور نمایی از گردنه قلاجه از دید سمت شمال و بالای کوه سه کوزان